# POTEMAYO
《POTEMAYO》是御形屋はるか的搞笑題材日本漫畫作品。2004年7月9日開始於雙葉社旗下雜誌《Comic High!》上連載，直至2011年1月22日連載結束。2007年7月6日，由J.C.STAFF製作的電視動畫於日本播出共12話。

## 外部連結
- POTEMAYO官方網站（页面存档备份，存于）（日語）
- .   [2017-02-21]. （原始内容存档于2016-01-23）.（日語）
- POTEMAYO（页面存档备份，存于） - J.C.STAFF介紹頁（日語）
- POTEMAYO（页面存档备份，存于） - TOKYO MX介紹頁（日語）